# Botanická zahrada Bratislava
Botanická zahrada Univerzity Komenského je botanická zahrada a vědecko-pedagogické pracoviště Univerzity Komenského v Bratislavě. Jejím úkolem je udržovat a rozšiřovat sbírky živých rostlin, pomáhat ve výchovně vzdělávací činnosti odborným školám a poskytovat odborné informace široké veřejnosti.
Botanická zahrada UK se nachází na Botanické ulici v Bratislavě, blízko areálu Přírodovědecké fakulty UK.
Expozice se nachází pod volným nebem i ve sklenících. Územím botanické zahrady protéká říčka Vydrica.
Botanická zahrada UK byla založena v roce 1942 z iniciativy profesora Františka Nábělka v areálu pozemku vily Lafranconi. Její stavba byla realizována v letech 1942 až 1950 podle plánů Františka Jiráska. Po druhé světové válce byly v zahradě vybudovány skleníky, bylo posíleno její materiální, tak i personální zajištění. Koncem sedmdesátých let se zahrada starala o asi 5 000 druhů rostlin. Rozloha areálu byla zmenšena v důsledku výstavby mostu Lafranconi v 80. letech 20. století.